# Esa provinciana
Esa provinciana fue una telenovela argentina emitida en 1983 por (Canal 9), protagonizada por Camila Perissé y Juan José Camero, que consiste en un remake de "Muchacha italiana viene a casarse" (1969), reciclando la idea de la inmigrante en la gran ciudad.

## Guion
La telenovela fue escrito por Delia González Márquez, conocida por crear historias como Daniel y Cecilia (1979), Barracas al sur (1981), Coraje mamá (1985), Venganza de mujer (1986), Es tuya, Juan (1990) y más.

## Elenco
- Camila Perissé - Camila Lombardo[1]
- Juan José Camero - Horacio Robinson
- Rodolfo Machado - Ricardo[2]
- Cristina Tejedor - Giuliana Lombardo
- Nora Massi - Elizabeth Robinson
- Adolfo García Grau - Carletto
- Marcelo Alfaro - Eduardo
- Roxana Berco - Alicia
- Liliana Simoni - Juana
- Horacio Nicolai - Jaime
- Celia Juárez - Teresa
- Enrique Fava - Patricio
- Alejandro Escudero - Héctor
- Menchu Quesada - Carmen #1
- Paquita Muñoz - Carmen #2
- Susana Monetti - Fanny
- Tony Vilas - Aldo

## Equipo Técnico
- Historia original: Delia González Márquez.
- Máquillaje: Alba Celada - Francisca Galván
- Sonido-musicalización: Hugo García
- Vestuario: Guillermo Blanco
- Escenografía: Ponchi Marpurgo
- Iluminación: Alberto Toledo
- Producción: Alfredo Tedeschi.
- Dirección: Eliseo Nalli.

## Versiones
- Muchacha italiana viene a casarse, producida por Canal 13 (Argentina, 1969), dirigida por Miguel Larrarte y protagonizada por Alejandra Da Passano y Rodolfo Ranni.
- Muchacha italiana viene a casarse, producida por Televisa (México, 1971) de la mano de Ernesto Alonso y protagonizada por Angélica María y Ricardo Blume.
- Victoria, producida por Televisa (México, 1987) de la mano de Ernesto Alonso y protagonizada por Victoria Ruffo y Juan Ferrara.
- Muchacha italiana viene a casarse, producida por Televisa (México, 2014) de la mano de Pedro Damián y protagonizada por Livia Brito y José Ron.